# Romanzo (film 1930)
(Rita Cavallini / Greta Garbo)
Romanzo (Romance) è un film del 1930 diretto da Clarence Brown e interpretato da Greta Garbo nel ruolo principale di Rita Cavallini. La pellicola è il remake di Romance, film muto del 1920 diretto da Chester Withey, tratto dall'omonima opera teatrale di Edward Sheldon andata in scena a Broadway il 10 febbraio 1913 al Maxine Elliott's Theatre, con Doris Keane interprete della Cavallini sia nel lavoro teatrale che nella prima trasposizione cinematografica.
Nel 1948, il lavoro di Sheldon diventò anche una commedia musicale dal titolo My Romance, con il libretto di Rowland Leigh e le musiche di Sigmund Romberg.

## Trama
Alla vigilia di Capodanno, il giovane Harry si reca a far visita a suo nonno Tom, un vescovo anglicano, poiché la sua volontà di sposare un'attrice di cui è innamorato non è vista di buon occhio dalla sua famiglia. Il vecchio tuttavia intende rassicurarlo e  racconta (tramite flashback) quella che considera una grande storia d'amore accaduta tanti anni prima durante la sua giovinezza, che ha come protagonista una donna all'epoca molto discussa.

All'età di 28 anni, Tom Armstrong, parroco anglicano di St. Gilles, incontra ad un ricevimento in casa dell'aristocratico Cornelius “Cornie” Van Tuyl la cantante lirica Rita Cavallini, soprano italiano di successo. Tom, dopo un primo momento di incomprensione rimane affascinato dalla donna, la quale sembra ricambiare il suo interesse. Nonostante Rita abbia una relazione segreta con Van Tuyl, i due passano insieme alcune settimane. 
Cornie, ora divenuto solo buon amico della soprano, conviene con la donna che una eventuale proposta di matrimonio da parte di Tom avrebbe conseguenze negative per i due innamorati, sia per il loro differente stile di vita, sia per una diversa visione che hanno dell'amore. Dopo una iniziale rinuncia, Rita comincia a credere sinceramente che Tom possa arrivare a comprendere il suo passato difficile, e accetta di continuare a frequentarlo, nonostante questo non sia ben visto dalla famiglia di lui. 
Quando però Tom scopre la vera natura della relazione che la sua amata ha avuto con Van Tuyl rinnega tutte le sue promesse e allontana la donna.
Una rassegnata Rita prosegue dunque il suo tour canoro fino a quello che sarà il suo addio alle scene. Dopo l'ultima rappresentazione, Tom si reca dalla donna con l'intento di redimerla. Ancora innamorato, sembra cedere alla tentazione di avere Rita, ma la donna, supplicandolo di non comportarsi come gli altri uomini, lo rassicura che la sua vita dopo quella sera sarà diversa. 
I due si lasciano per sempre senza dirsi una parola. 

Tornati al presente, Tom conclude il suo racconto confessando ad uno stupito Harry che non ha più sentito parlare di Rita per cinquant'anni fino a quella stessa sera, dove sul giornale ha letto la notizia della morte della donna in un  convento a Ginevra.
Harry interpreta il racconto del nonno come un invito alla prudenza, ma con sorpresa Tom invita il nipote a sposare la donna che ama, e a non curarsi troppo delle conseguenze.

## Produzione
Prodotto fra le due versioni in lingua inglese e tedesca di Anna Christie e girato da marzo a maggio del 1930 negli studi della MGM di Culver city al 10202 di W. Washington Blvd, il film fu il secondo sonoro di Greta Garbo. Dopo la sua doppia interpretazione di una ex prostituta profondamente amareggiata dalla vita, Romanzo segna per la diva il ritorno al ruolo classico di amante che soffre per amore, cui segue una redenzione finale. Interpretando ancora una volta un ruolo da straniera, questa volta un soprano italiano, la Garbo indossa nel film alcuni dei costumi più elaborati della sua carriera ad opera di Gilbert Adrian. 
Il cappello nero che la diva indossa a metà film, leggermente reclinato sul viso nello stile dell'Imperatrice Eugenia, fece la storia della moda del periodo.  
Il direttore della fotografia William Daniels riprese l'attrice in molti primi piani luminosi, a differenza dei due Anna Christie, dominati da ombre e forti contrasti di chiaro-scuro. La presa sonora diretta fu ad opera di Douglas Shearer. Secondo la critica, pur interpretando un'italiana, l'attrice sembrava una svedese che parlava inglese con accento britannico. In una scena a metà film, la diva, molto divertita, dialoga da una finestra in italiano con un mendicante che suona un organetto circondato dai figli piccoli.
Le performance vocali cantate furono doppiate dalla soprano Diana Gaylen.
Durante le riprese l'attore protagonista Gavin Gordon ebbe un incidente d'auto ma la Garbo si oppose alla sua sostituzione. Originariamente il ruolo del protagonista fu proposto a Gary Cooper, allora sotto contratto con la Paramount, ma il prestito dell'attore dalla compagnia rivale non si concretizzò.

## Accoglienza
Dopo una première a New York il 22 agosto del 1930, Romanzo fu distribuito nelle sale cinematografiche degli Stati Uniti il 26 agosto. 
Con un costo di produzione di 496.000 dollari, fu una produzione media per la MGM. Dopo l'entusiasmo seguito al debutto sonoro della Garbo in Anna Christie, i risultati al botteghino in Nord America per Romanzo registrarono un calo fisiologico, attestandosi su 733.000 dollari. Al di fuori degli Stati Uniti, il film ne incassò altri 523.000, per un totale di 1.256.000 dollari e un profitto di 287.000.

La maggior parte della critica fu entusiasta della interpretazione della Garbo.
Mordaunt Hall del New York Times scrisse che la diva: “...conferma quanto di buono fatto nelle performance precedenti. Offre un ritratto onesto che suscita rispetto”.
Norbert Lusk della rivista cinematografica Picture Play scrisse che:”...l'interpretazione della Garbo è pura bellezza, una miscela ispiratrice di intelletto ed emozione, un ritratto tenero, commovente e poetico di una donna che allontana l'amore perché si considera indegna dell'uomo che glielo offre”.

## Riconoscimenti
Il film ricevette due candidature ai Premi Oscar, per il miglior regista e la miglior attrice.
Nel 1930, fu indicato tra i migliori dieci film dell'anno dal National Board of Review of Motion Pictures.